# رسالة جوية مظروفة
الرسالة الجوية المظروفة أو بطاقات البريد الجوي أو أيروجرام، هي عبارة عن قطعة رقيقة خفيفة الوزن من الورق القابل للطي وعلى أطرافها شريط من الصمغ، وتكون سهلة الاستعمال لكتابة خطاب مختصر للارسال عبر البريد الجوي، حيث يكون ورق الرسالة والمظروف واحدا وبنفس القطعة من الورق. تحظر معظم الإدارات البريدية وضع المرفقات في هذه الرسائل الخفيفة، والتي ترسل عادة إلى خارج البلد بسعر قليل ومناسب. وتوجد تنبيهات مطبوعة لتقول إن العلبة ستتسبب في انتقال البريد بمعدل أعلى من غيرها.

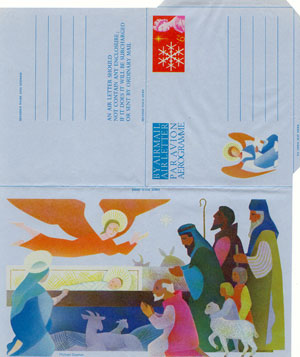
بطاقة بريد جوي (بوجه واحد من وجهين) استعملت في عام 1967

اعتمد استخدام مصطلح "أيروجرام aerogramme" أو "رسالة جوية" رسميا في مؤتمر الاتحاد البريدي العالمي لعام 1952 في بروكسل. بعد ذلك، تلاشى مصطلح "الرسالة الجوية" بسرعة من الاستخدام.
تحتوي معظم الرسائل الجوية المظروفة على طابع مطبوع يشير إلى الدفع المسبق للطوابع البريدية. وعلى هذا النحو، فهي كافية للتعريف البريدي. ومع ذلك، تبيع بعض البلدان مثل زيمبابوي وأيرلندا رسائل جوية مظروفة غير مختومة يُشار إليها باسم الأيروجرامات الشكلية ويمكن أن تصدرها إما السلطات البريدية أو الشركات الخاصة. ويُطلب من المرسلين كتابة أسمائهم وعناوينهم على ظهرها.

## التاريخ

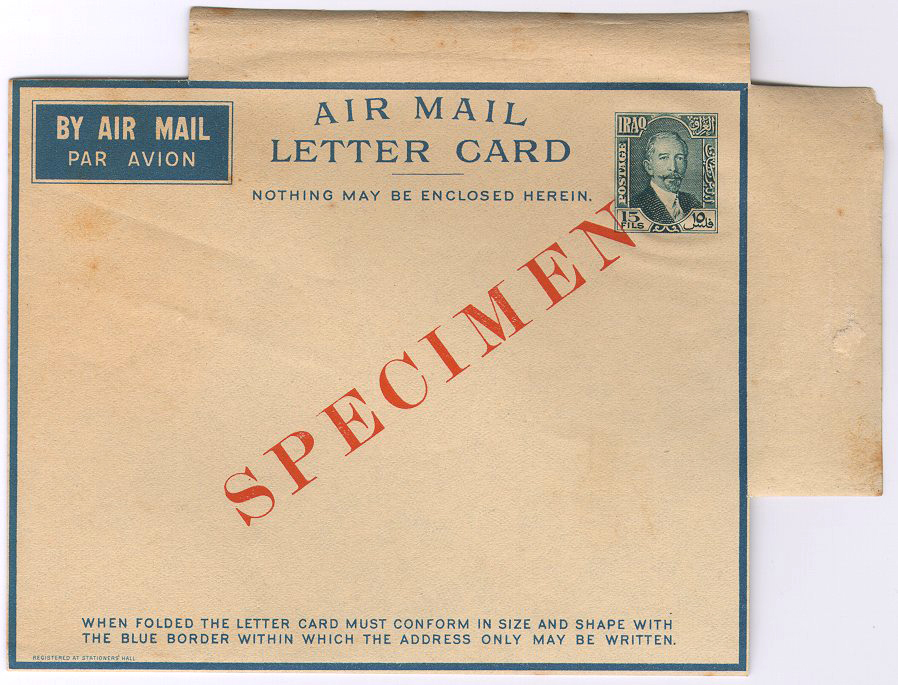
أول نموذج للرسالة الجوية المظروفة طبع في العراق عام 1933 وكان عليها صورة طابع لملك العراق فيصل الأول وطبعها برادبري ويلكنسون

رأى اللفتنانت كولونيل ر. إ. إيفانز نموذج الرسالة الجوية المظروفة لأول مرة في العراق، أثناء قيامهِ بجولة في القيادة بعد وصولهِ إلى مسرح الأحداث في الشرق الأوسط. وكان المفتش العام للبريد والتلغراف آنذاك، الرائد دوغلاس ويليام جمبلي من سلاح المهندسين الملكي، قد أدخلها في الخدمة البريدية العراقية في عام 1933. لقد كان النموذج الأصلي، على ورق رقيق بحجم 124 مم × 99 مم، ذو لون رمادي، بإطار أزرق اللون مع نقش التسمية على الواجهة. وكان عليها صورة طابع لفيصل الأول ملك العراق وطبعها برادبري ويلكنسون. واستُخدمت الرسالة الجوية أولاً في العراق ثم في فلسطين تحت الانتداب البريطاني حيث كان دوغلاس غمبلي مسؤولاً عن الشؤون البريدية في أواخر عقد الثلاثينيات من القرن العشرين.
شاع استخدام الرسائل الجوية المظروفة إلى حد كبير من خلال استعمالها خلال الحرب العالمية الثانية (1939-1945). اقترح اللفتنانت كولونيل ر. إ. إيفانز، من سلاح المهندسين الملكي، مساعد مدير دائرة بريد الجيش في الشرق الأوسط (MEF)، أن يعتمد الجيش البريطاني بطاقة رسائل خفيفة الوزن ذاتية الغلق لا تزن سوى 1/10 أوقية (2.8 جم) لأغراض البريد الجوي. وقد أوصى باستخدامها أنتوني إيدن، وزير الدولة للحرب أثناء زيارته للشرق الأوسط في أواخر عام 1940. وبحلول شهر يناير من العام التالي، أبلغ إيدن الجنرال أرشيبالد ويفل، إيرل ويفل الأول، القائد العام للقوات المسلحة البريطانية، أن (مساعد مدير الخدمات البريدية في الجيش سيستعمل خدمة الرسائل الجوية المظروفة للرسائل البريدية للشرق الأوسط. لذا استعملوا الطوابع البريطانية من جميع البلدان، بما في ذلك مصر).
في 1 مارس 1941، بدأت خدمة البريد الجوي بين الشرق الأوسط والمملكة المتحدة، باستخدام مزيج من وسائل النقل الجوي التابعة للخطوط الجوية البريطانية لما وراء البحار ووسائل النقل العسكرية. وقد ضمنت الطبيعة الخاصة الرسائل الجوية المظروفة شعبيتها بين مستخدميها، وقد أدت هذه الشعبية، مع خفة وزنها، إلى استمرار استخدامها كرسالة جوية مدنية (إيروغرام) ومدونة عسكرية بريطانية (طالع مقالة مكتب بريد القوات البريطانية لمزيد من المعلومات). بلغت تكلفة بطاقات البريد الجوي 6 دولارات لإرساله إلى أي مكان في العالم من عام 1943 إلى عام 1966، وارتفعت إلى 9 دولارات حتى إلغاء استعمال العملة البريطانية القديمة في عام 1971، ثم ارتفعت تدريجياً إلى 45 بنس جديد، أي 18 ضعف السعر التمهيدي، في عام 2006.
في 29 أبريل 1947، طرحت الولايات المتحدة ورقة رسالة جوية مظروفة فئة 10 سنتات. واستخدم الطابع المطبوع نفسه وعليه صورة طائرة مروحية حتى جرى تحديثه بصورة طائرة نفاثة في عام 1958. وأصدرت الولايات المتحدة ما مجموعه 25 طابعًا جويًا حتى عام 1999. ثم توقف إنتاج الطوابع الجوية الأمريكية. وذكرت أخبار الطوابع البريدية في أواخر عام 2006، أن هيئة البريد الأمريكية أعلنت أن مخزون الطوابع الجوية المتوفر في مكاتب البريد قد استنفد ولن يجدد. ونقلت الصحيفة عن ديفيد فيلور، المدير التنفيذي لخدمات الطوابع البريدية قوله: "كان الطلب على هذه الطوابع شبه معدوم خلال السنوات الخمس الماضية."
بمرور الوقت ومع تراجع الاتصالات البريدية، سحبت الرسائل الجوية المظروفة من قبل مختلف الخدمات البريدية. فقد أوقف البريد الملكي في المملكة المتحدة استخدام الرسائل الجوية المظروفة في عام 2012. وأعلنت شركة البريد اليابانية القابضة أن خدمة الرسائل الجوية المظروفة ستنتهي في 30 سبتمبر 2023. وحتى يوليو 2024، لا تزال خدمة الرسائل الجوية المظروفة مقدمة من بريد أستراليا وبريد هونج كونج.
تاريخياً، ونظراً لأن الرسائل الجوية المظروفة كانت أقل أشكال الاتصالات البريدية الدولية تكلفة، فقد كان المستخدمون يبذلون جهداً كبيراً في كثير من الأحيان لتحقيق أفضل استفادة من المساحة المتاحة بما في ذلك الكتابة بألوان مختلفة وفي اتجاهات مختلفة والطباعة على الأوراق مع تقليل حجم الخط والهوامش.

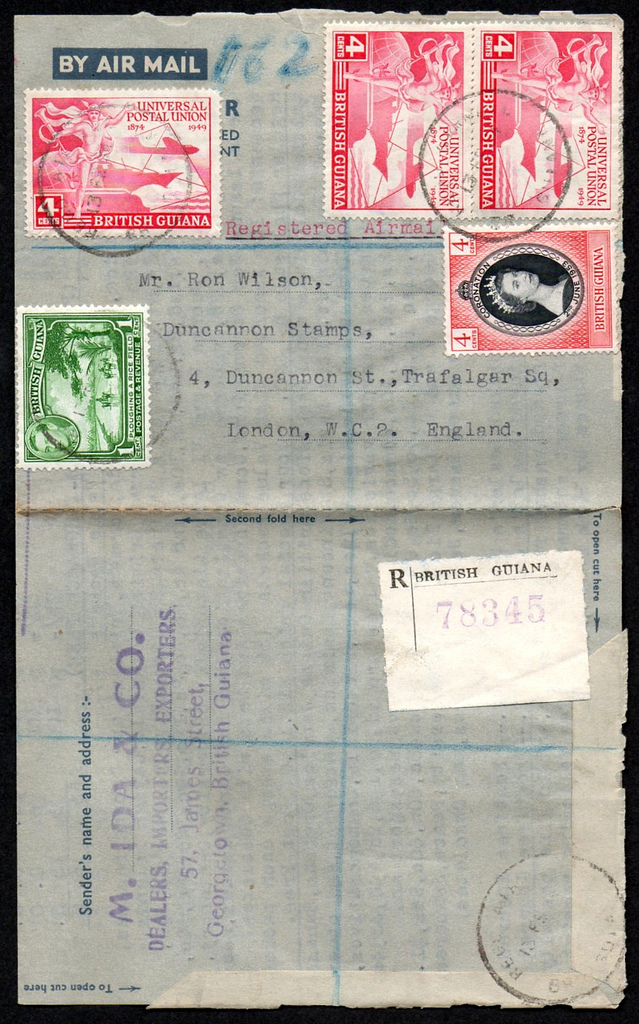
رسالة جوية مظروفة، صادرة من بريطانيا عام 1954